# Krzysztof Łakomik
Krzysztof Łakomik – aktor teatralny urodzony w 1962 roku w Czeladzi.

## Życiorys
W rodzinnym mieście skończył liceum im. Marii Skłodowskiej-Curie, w którym należał do grupy aktorskiej. Uczęszczał do klasy o profilu humanistycznym. Po maturze złożył papiery na kierunki prawniczy i teatralny. Dostał się do Państwowej Wyższej Szkoły Teatralnej im. Ludwika Solskiego w Krakowie i ukończył ją w 1984 r. Przez jeden sezon brał udział w sztukach Teatru Dramatycznego w Wałbrzychu. W Teatrze im. St. I. Witkiewicza w Zakopanem gra od jego powstania w 1985 r. Otrzymuje tam role również jego syn, Piotr Łakomik.

## Sztuki teatralne i filmy

### Większe role w Teatrze im. St. I. Witkiewicza
- Efemer Typowicz – „Witkacy-Autoparodia” Witkacego (1985)
- Basilio – „Życie jest snem” Calderona (1985)
- Faust – „Dr Faustus” Marlowe'a (1986)
- Świat – „Wielki teatr świata” Calderona (1986)
- Abelard – „Sic et non” Duncana (1987)
- Melquiades – „Macondo, Macondo...” na podstawie „100 lat samotności” Marqueza (1987)
- Jakub – „Jak wam się podoba” Shakespeare’a (1989)
- Herod – „Benedictus” na podstawie „Salome” Wilde’a (1989)
- Schigolch – „Puszka Pandory” Wedekinda (1991)
- Pan K-ski – „Samotny wieczór” według Jeremiego Przybory i Jerzego Wasowskiego (1991)
- Anioł stróż – „Kain” Byrona (1992)
- Ślepy – „Pieśń Abelone” Rilkego (1992)
- Ryszard III – „Wyzwolenie – Nowe” Witkacego (1992)
- John Smith – „Ratuj się kto może” Cooneya (1993)
- Ryszard III, Samobójca – „Pokusa” Calderona (1993)
- Jajecznica – „Ożenek” Gogola (1995)
- Hale – „Czarownice z Salem” Millera (1995)
- Aktor – „Bóg” Allena (1996)
- Kleant – „Tartuffe” na podstawie „Świętoszka” Moliera (1997)
- Noe – „Arka Noego” (1997)
- Marc – „Sztuka” Rezy (1997)
- Banko, Doktor – „Tragedia Szkocka” na podstawie „Makbeta” Shakespeare’a (1998)
- Adolf – „Seans” Schaeffera (1998)
- Mistrz – „Mistrz i Małgorzata” Michała Bułhakowa (1999)
- Przewodnik – „Sanduk Ad-Dunia” (1999)
- Caligula – „Caligula” (1999)
- Efemer Typowicz – „Kurka wodna” Witkacego (1999)
- Kotron – „Arsenał zjaw” według L. Pirandella (2000)
- Settembrini – „Czarodziejska góra” T. Manna (2001)
- Wojewoda – „Mazepa” J. Słowackiego (2001)
- Dr Bernard Rieux – „Dżuma” (2003)
- Valerio – „Szach mat” (2004)
- Tangen II – „Tangen” (2005)
- Kazimierz – „Śnieg” (2006
- Hrabia Giers – „Dzień Dobry Państwu – Witkacy” (2006)
- Stary – „Czarny punkt” (2006)
- Prokurator, Nosiwoda, Bojownik – „Barabasz” (2008)
- Antoni S. – „Antoni S., czyli Wieża Babel (2008)”
- BOY II – „Music-Hall” (2010)
- Maksym B – „Off Niepodległość spektakl” (2012)
- Apro, Tebandro, żołnierz rzymski – „Na niby – naprawdę” (2012)

### Role w filmach
- Panna z mokrą głową (1994)
- Panna z mokrą głową (1994) (odc. 5 i 6)
- Yyyreek!!! Kosmiczna nominacja (2002)
- Żurek (2003)
- Tyle wody koło domu (2009)

Podkładał również głos w serialu animowanym Księżycowy Jim (2005-2007).

## Nagrody
W 2010 roku został nagrodzony przez Ministra Kultury i Dziedzictwa Narodowego Brązowym Medalem „Zasłużony Kulturze Gloria Artis”.
Dyrektor Teatru Witkacego Andrzej Dziuk wraz z zespołem są laureatami nagrody im. Konrada Swinarskiego miesięcznika „Teatr” – za sezon 1986/1987, „za stworzenie i działalność artystyczną Teatru im. Stanisława Ignacego Witkiewicza w Zakopanem”.